# Irori

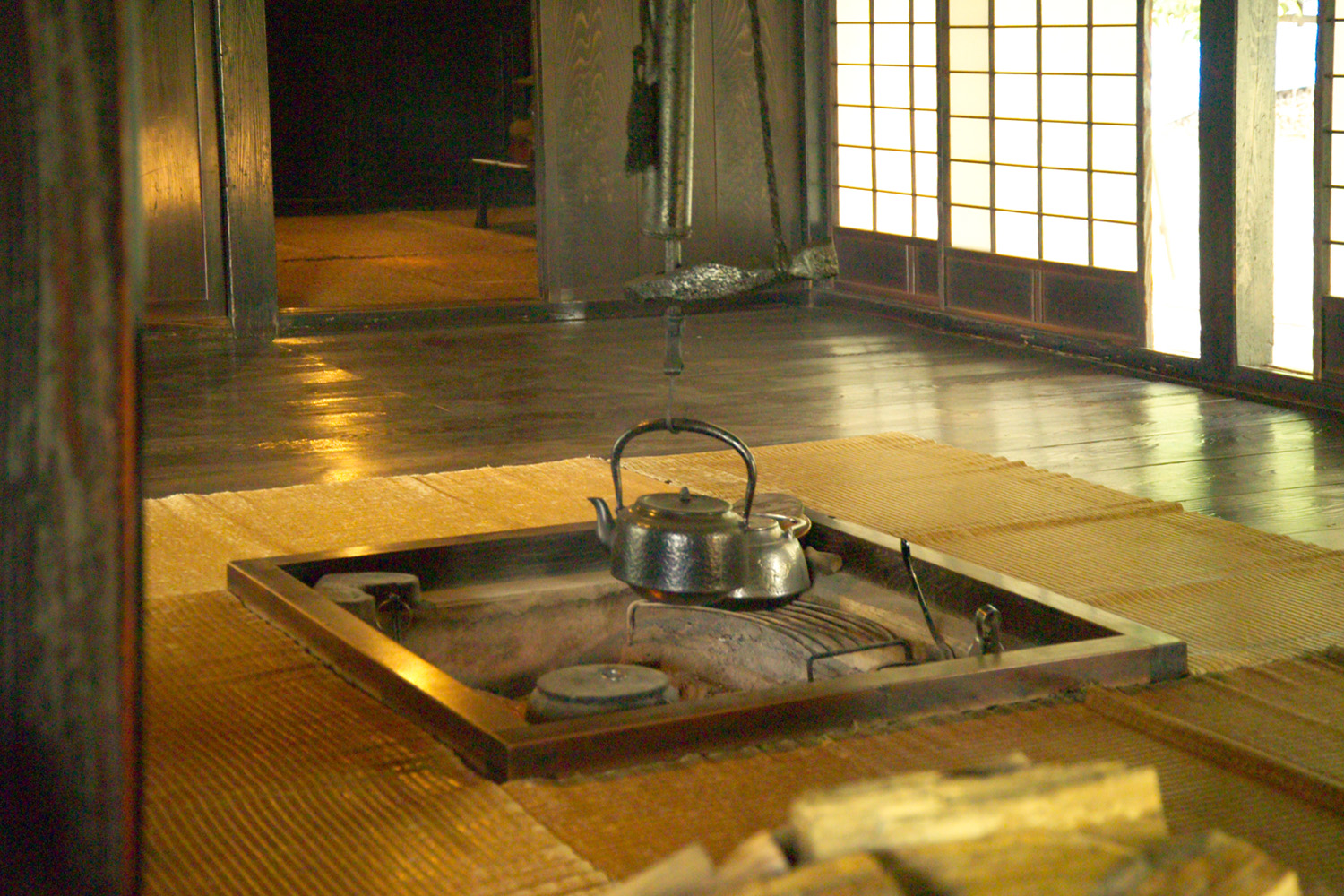
Irori.

El Irori (いろり, 囲炉裏, 居炉裏?) es un tipo de chimenea sumergida tradicional en Japón. Se usa para calentar el hogar y cocinar, el irori consiste en un hoyo cuadrado en el suelo con un jizaikagi (自在鉤?), o gancho para ollas. Los ganchos suelen ser tubos de bambú huecos que contienen una vara de hierro adjunta a una palanca (a menudo con forma de pez), con la cual se podía subir o bajar la olla.
En la mora japonesa, el irori (fuego del hogar) se sitúa por debajo del suelo. La altura de la olla se puede regular.
- Datos: Q1185514
- Multimedia: Irori / Q1185514